# Anice Das
Anice Das (Bombay, 31 december 1985) is een Nederlands voormalig  langebaanschaatsster. Das was gespecialiseerd in de sprintafstanden.

## Biografie
Das werd in 1985 geboren in de Indiase miljoenenstad Mumbai (het voormalige Bombay). Ze werd met haar tweelingzus in haar eerste levensjaar geadopteerd door haar Nederlandse ouders. Das groeide op in Amersfoort en Assen. Als schaatsster maakte ze haar debuut bij het NK Afstanden 2006 (op 30 december 2005). Op de 500 meter van het NK Afstanden 2008 trof Das de in Sri Lanka geboren Emilie Gale op de 500 meter. Commentator Frank Snoeks merkte deze typische loting als volgt op: "...hier worden de kleine Aziatische Kampioenschappen uitgevochten". Das beleefde haar doorbraak op het NK Sprint 2009 waar zij zesde werd. Op 28 januari 2009 reed Das een skate-off voor de 1000 meter die plaatsing voor de World Cup moest afdwingen, waarin ze echter nog niet slaagde.
In seizoen 2010/2011 begon Das sterk met een overwinning op de 500 meter van de eerste Holland Cup. Op het NK Afstanden eindigde ze na twee omlopen nét naast het podium en reed ze een persoonlijk record. Doordat Thijsje Oenema en Marianne Timmer snellere 500 meters lieten noteren moest Das genoegen nemen met een reserveplek op de wereldbeker. Vanwege het afzeggen van Marrit Leenstra kon zij op 20 november 2010 haar pr aanscherpen tot 39,43 en werd ze tweede in de B-groep. In december zou ze de sprintafstand ook rijden tijdens de wereldbekerwedstrijden in Changchun en Obihiro.
Bij de 42e IJsselcup begon Das het seizoen 2012/2013 ijzersterk door in 39,75 het baanrecord op de 500 meter van Marianne Timmer op De Scheg af te pakken. Daarbij versloeg ze onder meer Annette Gerritsen en Laurine van Riessen. Op 6 januari 2013 wist Das met twee vijfde plaatsen en de derde tijd van het weekend achter Oenema en Margot Boer voor het eerst een 500m-ticket voor de tweede cyclus van de Essent ISU World Cup binnen te halen.
Voor het seizoen 2013/2014 was Das niet bij een commerciële schaatsploeg aangesloten, maar werd ze wel bijgestaan door een coach, de Australische Desly Hill die ook Manon Kamminga begeleidde. In het seizoen 2014/2015 heeft Das zich aangesloten bij Team Afterpay van het iSkate Development Team, getraind door Dennis van der Gun. Op het NK Afstanden 2014 stelde ze een ticket voor de wereldbekerwedstrijden op de 500 meter veilig, door 5e te worden in het klassement (na een 8e en een 2e plaats). In 2015/2016 won ze de Utrecht City Bokaal. Bij Team AfterPay zou Das op het NK Afstanden 2016 na een knieblessure weer meestrijden om zich internationaal te plaatsen.
In het seizoen 2016/2017 behaalde Das de beste resultaten uit haar carrière tot dan toe. Ze won, 11 jaar na haar eerste deelname, een bronzen medaille bij de Nederlandse afstandskampioenschappen op de 500 meter en won zilver bij het Nederlands kampioenschap sprint. Als gevolg daarvan mocht ze voor het eerst deelnemen aan het wereldkampioenschap afstanden en voor de tweede keer aan het wereldkampioenschap sprint, beide in februari 2017.
Op 28 december 2017 werd Das bij het olympisch kwalificatietoernooi (OKT) eerste op de 500 meter, in een tijd van 38,42 s. Uiteindelijk werd ze de 10e naam in de lijst van geselecteerde deelnemers voor de Olympische Spelen. Bij het Nederlands kampioenschap sprint 2018 werd ze net als in 2017 2e. Bij haar Olympisch debuut in Pyeongchang op 18 februari 2018 werd ze 19e op de 500 meter, nadat ze door de loting alleen had moeten rijden in de eerste rit.
Ze schaatste eerder voor Team Liga (2011/2012) en in 2012/2013 trainde ze onder de vleugels van Dennis van der Gun bij Team Anker. In 2013/2014 werd ze bijgestaan door Desly Hill. Tussen 2014 en 2018 schaatste ze voor Team AfterPay en tussen 2018 en 2020 zonder ploeg. 
Op 17 maart 2020 maakt Anice Das bekend dat ze na 15 jaar een punt achter haar schaatscarrière gaat zetten en in het volgende seizoen niet meer actief zal zijn.

## Persoonlijke records
| Afstand    | Tijd    | Datum            | Baan           |
| ---------- | ------- | ---------------- | -------------- |
| 500 meter  | 37,84   | 15 november 2013 | Salt Lake City |
| 1000 meter | 1.15,11 | 26 februari 2017 | Calgary        |
| 1500 meter | 2.00,06 | 12 maart 2008    | Calgary        |
| 3000 meter | 4.23,61 | 13 maart 2008    | Calgary        |

## Resultaten
| Jaar | NK Afstanden                | OKT               | NK Sprint | NK Allround | WK Afstanden  | Olympische Spelen | WK Sprint | Wereldbeker        |
| ---- | --------------------------- | ----------------- | --------- | ----------- | ------------- | ----------------- | --------- | ------------------ |
| 2006 | 21e 1000m                   |                   |           |             |               |                   |           |                    |
| 2008 | 19e 500m                    |                   | 18e       |             |               |                   |           |                    |
| 2009 | 9e 500m 15e 1000m           |                   | 6e        |             |               |                   |           |                    |
| 2010 | 14e 500m 21e 1000m          | 12e 500m          | DQ        | NC13        | niet verreden |                   |           |                    |
| 2011 | 4e 500m 13e 1000m 12e 1500m |                   | 8e        |             |               |                   |           | 31e 500m           |
| 2012 | 5e 500m 8e 1000m            |                   | 7e        |             |               |                   |           | 34e 500m           |
| 2013 | 4e 500m 5e 1000m            |                   | 7e        |             |               |                   |           | 21e 500m 33e 1000m |
| 2014 | 5e 500m 13e 1000m           | 7e 500m 11e 1000m |           |             | niet verreden |                   | 11e       | 15e 500m 41e 1000m |
| 2015 | 5e 500m 17e 1000m           |                   | 10e       |             |               |                   |           | 20e 500m           |
| 2016 | 6e 500m 6e 1000m            |                   | 4e        |             |               |                   |           | 35e 500m 28e 1000m |
| 2017 | 500m 11e 1000m              |                   | Zilver    |             | 22e 500m      |                   | 18e       | 18e 500m 26e 1000m |
| 2018 | 10e 500m 9e 1000m           | 500m 6e 1000m     | Zilver    |             | niet verreden | 19e 500m          |           |                    |
| 2019 | 10e 500m                    |                   | DQ        |             |               |                   |           |                    |
| 2020 | 8e 500m 11e 1000m           |                   | 5e        |             |               |                   |           |                    |

Bron: